# Tyrone Power
Tyrone Power, conegut inicialment com a Tyrone Edmund Power III (Cincinnati, Ohio, 5 de maig de 1914 - Madrid, 15 de novembre de 1958). Va ser un actor estatunidenc. Durant les dècades de 1930 a la de 1950, Power va aparèixer en desenes de pel·lícules, sovint protagonitzant papers d'esgrima o romàntics. Les seves pel·lícules més conegudes són Jesse James, The Mark of Zorro, Maria Antoineta, Blood and Sand, The Black Swan, Prince of Foxes, Testimoni de càrrec, The Black Rose i Capità de Castella. La pel·lícula preferida de Power, d'entre les que va tenir el paper principal, va ser Nightmare Alley.
Tot i que en gran part va ser un ídol als anys 1930 i principis dels 1940, reconegut pel seu sorprenent aspecte físic, Power va protagonitzar pel·lícules de diversos gèneres, des del drama fins a la comèdia lleugera. A la dècada de 1950 va començar a posar límits al nombre de pel·lícules que faria, per dedicar més temps a les produccions teatrals. Va rebre els seus majors reconeixements com a actor de teatre a John Brown's Body i Mister Roberts. Power va morir d'un atac de cor als 44 anys.

## Antecedents familiars i joventut
Power va néixer a Cincinnati, Ohio, l'any 1914, fill d'Helen Emma "Patia" (de soltera Reaume) i de l'actor de cinema estatunidenc d'origen anglès Tyrone Power Sr., sovint conegut pel seu primer nom "Fred". Power descendia d'una llarga línia teatral irlandesa que es remuntava al seu besavi, l'actor i còmic irlandès Tyrone Power (1797–1841). La germana de Tyrone Power, Ann Power, va néixer el 1915, després que la família es traslladés a Califòrnia. La seva mare era catòlica, i els seus ascendents eren de a família francocanadenca i francesos d'Alsàcia-Lorena. Gràcies a la seva família comptava amb una ampla xarxa de relacions. La seva besàvia paterna, Anne Gilbert, coneixia l'actor Laurence Olivier. La seva àvia paterna, l'actriu Ethel Lavenu, havia contactat amb l'autor Evelyn Waugh. Mentre que la cosina paterna, Norah Emily Gorman Power, estava emparentada amb el director teatral William Tyrone Guthrie, el primer director del Festival de Stratford al Canadà; i del Tyrone Guthrie Theatre de Minneapolis, Minnesota.
Power va anar a les escoles catòliques de la zona de Cincinnati i es va graduar a la Purcell High School el 1931. Quan es va graduar, va optar per unir-se al seu pare per aprendre el que podia sobre la interpretació d'un dels actors més respectats de l'escenari.

## Carrera inicial

### Dècada de 1930
Power es va unir al seu pare l'estiu de 1931, després d'haver estat separat d'ell durant alguns anys a causa del divorci dels seus pares. El seu pare va patir un atac de cor el desembre de 1931, morint als braços del seu fill, mentre es preparava per actuar a The Miracle Man. Tyrone Power Jr., com es coneixia aleshores, va decidir continuar la carrera interpretativa, però tot i que tenia molts contactes en el món de l'escena, ningú li va oferir feina.. Power va poder tenir un paper breu a Tom Brown of Culver (1932) una pel·lícula protagonitzada per l'actor Tom Brown. L'experiència de Power en aquella pel·lícula no li va obrir cap altra porta, però li va permetre participar com a figurant a Flirtation Walk, i contribuit en algunes aparicions al teatre comunitari. Desanimat, va seguir el consell d'un amic, Arthur Caesar, per anar a Nova York i adquirir experiència com a actor teatral. Entre les obres de Broadway en què va poder actuar destquem Flowers of the Forest, Saint Joan, i Romeo and Juliet.
Power va arribar a Hollywood el 1936. El director Henry King va quedar impressionat amb la seva aparença i equilibri, i va insistir que fos provat per al paper principal a Lloyd's of London, Aquest paper s'havia previst per a Don Ameche, però malgrat les seves pròpies reserves, Darryl F. Zanuck va decidir donar-li el paper a Power, una vegada que l'editora de la King and Fox, Barbara McLean, el va convèncer per la major presència en pantalla més gran que la d'Ameche. Power no va aconseguir guanyar un bon sou a la pel·lícula, però va tenir, amb diferència, el major temps de pantalla de qualsevol membre del repartiment. Entraria a l'estrena de la pel·lícula com a un desconegut i va sortir com una estrella, que va mantenir la resta de la seva carrera.

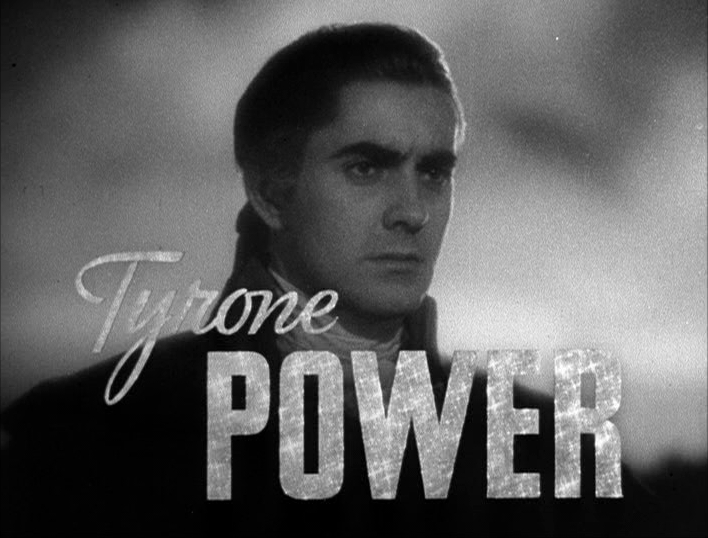
Tràiler de Maria Antoinieta (1938)

Power va acumular èxit rere èxit, des de 1936 fins a 1943, quan la seva carrera va ser interrompuda pel servei militar. En aquests anys va protagonitzar comèdies romàntiques com Thin Ice i Day-Time Wife (1937), drames com Suez (1938), In Old Chicago (1938), The Rains Came (1939), Blood and Sand (1941), i Son of Fury: The Story of Benjamin Blake (1942), en els musicals Alexander's Ragtime Band (1938), Second Fiddle i Rose of Washington Square (1939) ; en els westerns Jesse James (1939) i Brigham Young (1940); a les pel·lícules de guerra A Yank in the RAF (1941) i This Above All (1942); i cinema de capa i espasa com The Mark of Zorro (1940) i The Black Swan (1942). Jesse James (1939), va ser un gran èxit en taquilla, però va rebre algunes crítiques per un tractament fictici i glamurós del famós proscrit. La pel·lícula es va rodar a Pineville, Missouri i als seus voltants, i va ser el primer rodatge de Power en Technicolor. Abans d'acabar la seva carrera, havia filmat un total de 16 pel·lícules en color, inclosa la pel·lícula que estava filmant quan va morir. Va ser cedit una vegada, a la MGM per a Marie Antoinette (1938). Darryl F. Zanuck estava enfadat perquè MGM utilitzés l'estrella més gran de la Fox en el que, malgrat la facturació, era un paper secundari, es va comprometre a no tornar-lo a prestar mai més. Les peticions perquè Power actués en els papers d'Ashley Wilkes a Allò que el vent s'endigué, Joe Bonaparte a Golden Boy, i Parris a Kings Row ; papers en diverses pel·lícules produïdes per Harry Cohn ; i de Monroe Stahr, en una producció planificada per Norma Shearer de The Last Tycoon van ser denegats.
Power va ser nomenat segon en el rànking de taquilla del 1939, només superat per Mickey Rooney. Els seus números de t són dels millors de tots els temps.

### 1940–1943

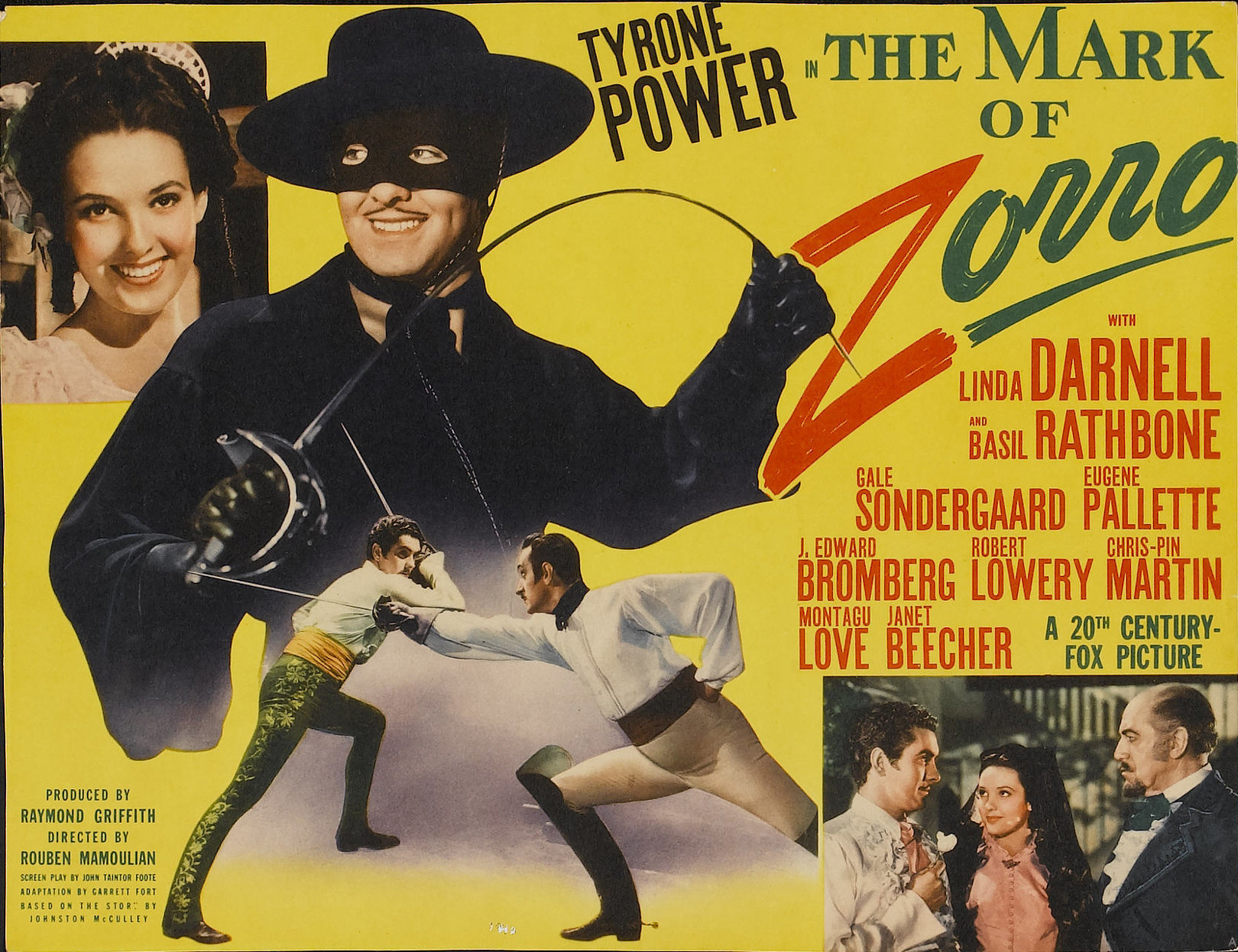
Lobby card, 1940

El 1940, la direcció de la carrera de Power va donar un gir dramàtic quan es va estrenar la seva pel·lícula The Mark of Zorro. Power va interpretar el paper de Don Diego Vega/Zorro, un petimetre de dia, un heroi bandit de nit. El paper havia estat interpretat per Douglas Fairbanks a la pel·lícula de 1920 del mateix títol. La pel·lícula va ser un èxit, i la 20th Century-Fox sovint va llançar Power a altres papers de capa i espasa en els anys següents. Power era un espadatxí amb talent a la vida real, i l'escena del duel a The Mark of Zorro és molt apreciada. Basil Rathbone, que va protagonitzar amb ell a The Mark of Zorro, va comentar: "Power era l'home més àgil amb una espasa al qual m'he enfrontat mai davant d'una càmera. Tyrone podria haver tancat Errol Flynn amb un barret de cara".
Ell 1941 participa, juntament amb Anthony Quinn, Lynn Bari, Laird Cregar, J. Carol Naish, John Carradine i George Reeves a Blood and Sand, adaptació de la novel·la Sangre y arena de Vicente Blasco Ibañez de 1908, en la qual es criticava les corrides de toros,
La carrera de Power es va interrompre el 1943 pel servei militar. Arribà al Cos de Marines dels Estats Units per entrenar-se a finals de 1942, però va ser enviat de tornada, a petició de la 20th Century-Fox, per completar una pel·lícula més, Crash Dive, una pel·lícula de guerra patriòtica estrenada el 1943. Tyrone Power va ser escollit per aquesta producció que va servir com a pel·lícula de reclutament.

## Servei militar
L'agost de 1942, Power es va allistar al Cos de Marines dels Estats Units. Assistí al camp d'entrenament al Marine Corps Recruit Depot de San Diego, aleshores a l'Escola de candidats a oficials a la base de la Marine Corps Quantico, on va ser nomenat segon tinent el 2 de juny de 1943. Com que ja havia registrat 180 hores de vol en solitari com a pilot abans d'allistar-se, va poder fer un programa d'entrenament en vol curt i intens a l'Estació Aèria Naval de Corpus Christi, Texas. Aquest pas li va valer les seves ales i l'ascens a primer tinent. El Cos de Marines permetia volar per sobre del límit d'edat per al vol de combat actiu, així que es va oferir voluntari per pilotar avions de càrrega que creia que el portarien a zones de combat actives.
El juliol de 1944, Power va ser assignat al Marine Transport Squadron (VMR)-352 com a copilot de transport R5C (versió de la Marina de l'Army Curtiss Commando C-46) a l'estació aèria del Marine Corps Cherry Point, Carolina del Nord. L'esquadró es va traslladar a l'estació aèria de Marine Corps El Centro a Califòrnia el desembre de 1944. Més tard, va poder ser reassignat a VMR-353, unint-se al grup a l'atoló de Kwajalein a les Illes Marshall el febrer de 1945. Des d'allà, va volar missions amb càrrega i marines ferits durant les batalles d'Iwo Jima (febrer-març de 1945) i Okinawa (abril-juny de 1945).
Pels seus serveis a la guerra del Pacífic, Power va rebre la medalla de la campanya americana i la de la medalla de la campanya asiaticopacífica amb dues estrelles de bronze, i la medalla de la victòria de la Segona Guerra Mundial. Power va tornar als Estats Units el novembre de 1945 i va ser llicenciat del servei actiu el gener de 1946. Ascendit al rang de capità a les reserves el 8 de maig de 1951. va romandre a la reserva la resta de la seva vida, assolint el grau de major el 1957.
Al butlletí del Marine Air Transporter de juny de 2001, Jerry Taylor, un instructor de vol retirat del Cos de Marines, va recordar l'entrenament de Power com a pilot de la Marina, dient: "Era un estudiant excel·lent, no va oblidar mai un procediment que li vaig mostrar o qualsevol cosa que li vaig dir". Altres que van servir amb ell també han comentat que el poder era respectat per aquells amb qui va servir.
Després de la guerra, 20th Century-Fox va proporcionar a Power un DC-3 excedent que va anomenar The Geek que va pilotar amb freqüència. Quan Power va morir sobtadament als 44 anys, va ser enterrat amb tots els honors militars.

## Carrera a la postguerra

### Finals dels 1940

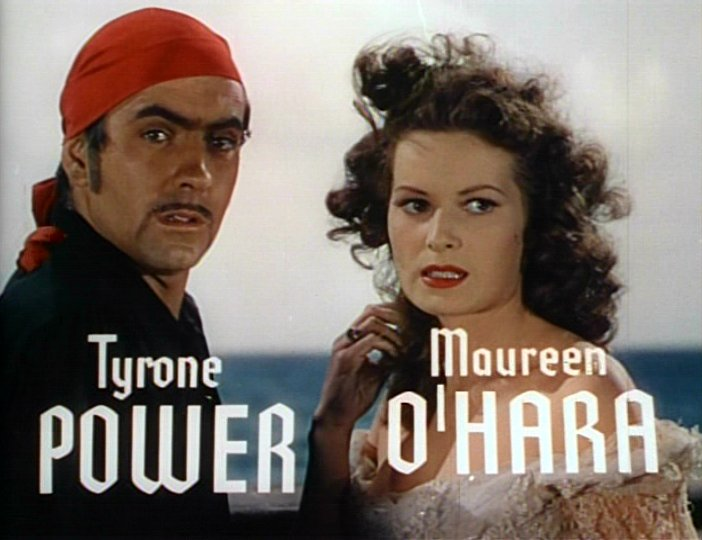
Fotograma del tràiler de The Black Swan (1942)

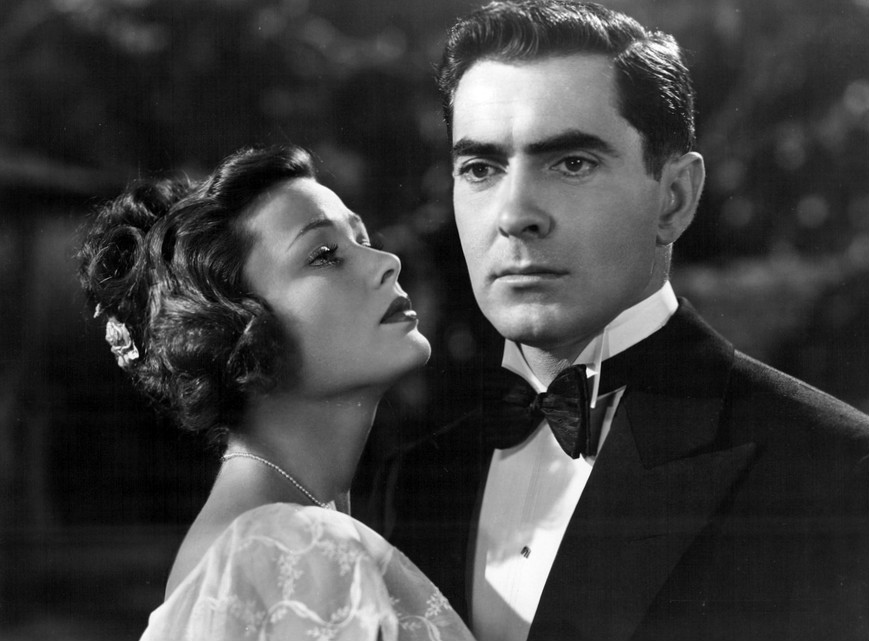
Gene Tierney i Power a The Razor's Edge (1946)

A part de les reestrenes de les seves pel·lícules, Power no es va tornar a veure a la pantalla després de la seva entrada als Marines fins al 1946, quan va protagonitzar amb Gene Tierney, John Payne i Anne Baxter a The Razor's Edge, una adaptació de William Somerset Maugham. La novel·la homònima de Maugham.
La següent pel·lícula que Power va representar va ser una de cinema negre: Nightmare Alley (1947). Darryl F. Zanuck es va mostrar reticent a que Power fes la pel·lícula perquè el seu físic i el seu encant havien estat valors actius per a l'estudi durant molts anys. Zanuck temia que el paper fosc pogués danyar la imatge de Power, però finalment va acceptar, aixecant de categoria una producció que s'havia previst com a sèrie B. La pel·lícula va ser dirigida per Edmund Goulding, i tot i que va ser un fracàs a la taquilla, resultà ser un dels papers preferits de Power, pel qual va rebre algunes de les millors crítiques de la seva carrera. Tanmateix, Zanuck va continuar desaprovant que el seu actor fetitx fos vist en una pel·lícula d'aquest tipus amb una espiral descendent. Per tant, no la va promocionar i la va retirar del llançament després de només unes setmanes insistint que havia estat un fracàs. La pel·lícula es va estrenar en DVD l'any 2005 després d'anys de problemes legals.
Zanuck va estrenar ràpidament una altra pel·lícula d'època, Capità de Castella (també de 1947), dirigida per Henry King, que va treballar amb Power en onze pel·lícules. Després va fer un parell de comèdies romàntiques lleugeres reunint-lo amb dues actrius sota contracte amb 20th Century-Fox, That Wonderful Urge amb Gene Tierney, i The Luck of the Irish (ambdues de 1948) amb Anne Baxter. Posteriorment, Power va tornar a protagonitzar trames d'època a Prince of Foxes, també dirigida per King (1949) i The Black Rose (1950) amb direcció de Henry Hathaway.

### Dècada de 1950
Tyrone Power estava cada cop més insatisfet amb els seus papers habituals, i va lluitar entre ser una estrella i convertir-se en un gran actor. Es va veure obligat a assumir tasques que no li semblaven atractives, en pel·lícules com Guerrillers a les Filipines (1950) i Pony Soldier (1952). L'any 1950, va viatjar a Anglaterra per interpretar el paper principal a Mister Roberts a l'escenari del London Coliseum, i va mantenir el ple de localitats durant vint-i-tres setmanes.
Després de protestar per només tenir propostes de cinema d'època,una rere una altra, Power es va negar a protagonitzar Lydia Bailey amb el seu paper a Dale Robertson; Power es va estar a punt de ser arraconat. Tornà a aparèixer a Diplomatic Courier (1952), un drama d'espies de la guerra freda, dirigit per Henry Hathaway que va rebre crítiques molt modestes. Tornaria a participar en papers de pel·lícules d'espies nord-americanes.
La Fox havia rendibilitzat força les pel·lícules de Power en el passat, i li va renovar el seu contracte per tercer cop. Se li va oferir el paper principal a La túnica sagrada (1953), que va rebutjar, mentre que Richard Burton el va acceptar. L'1 de novembre de 1952 va marxar a una gira nacional de deu setmanes amb John Brown's Body, una lectura dramàtica de tres persones del poema narratiu de Stephen Vincent Benét, adaptada i dirigida per Charles Laughton, i protagonitzada per Power, Judith Anderson i Raymond Massey. La gira va culminar amb una sèrie de 65 espectacles entre febrer i abril de 1953 al New Century Theatre de Broadway. Una segona gira nacional amb aquesta obra va començar l'octubre de 1953, aquesta vegada durant quatre mesos, i amb Raymond Massey i Anne Baxter. El mateix any, Power va filmar King of The Khyber Rifles, una representació de l'Índia el 1857, amb Terry Moore i Michael Rennie.
Després d'aquests papers, la Fox va donar permís a Power per buscar altres produccions fora de l'estudi, en el ben entès que compliria el seu compromís de catorze pel·lícules amb ells entre els seus propis projectes. Així doncs, va partcipar a The Mississippi Gambler (1953) dirigida per Rudolph Maté per a la Universal-International, i en la que va negociar un acord que li donava dret a un percentatge dels beneficis. Guanyaria un milió de dòlars amb la pel·lícula. També el 1953, l'actriu i productora Katharine Cornell va incorporar Power en el paper de la seva parella a l'obra The Dark is Light Enough, un drama en vers del dramaturg britànic Christopher Fry ambientat a Àustria el 1848. Entre novembre de 1954 i abril de 1955, Power va fer una gira pels Estats Units i el Canadà en aquest paper, i va acabar amb 12 setmanes a l'ANTA Theatre, Nova York, i dues setmanes al Colonial Theatre de Boston. La seva actuació a A Quiet Place de l'actor i novelista Julian Claman, representada al National Theatre de Washington, a finals de 1955, va ser ben rebuda per la crítica.

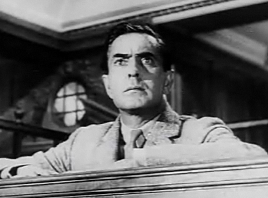
Power com a assassí acusat a l'adaptació de 1957 de Testimoni de càrrec d'Agatha Christie

Untamed (1955) va ser l'última pel·lícula de Tyrone Power realitzada sota el seu contracte amb 20th Century-Fox. El mateix any es va estrenar Bressol d'herois, dirigida per John Ford per la Columbia Pictures. L'any 1956, l'any que Columbia va estrenar La història d'Eddy Duchin, un altre gran èxit de l'estrella, va tornar a Anglaterra per interpretar a Dick Dudgeon en un revival de The Devil's Disciple de George Bernard Shaw, durant una setmana a l'Opera House de Manchester, i dinou setmanes al Winter Garden de Londres.
Darryl F. Zanuck, el va convèncer perquè interpretés el paper principal a The Sun Also Rises (1957), adaptada de la novel·la de Hemingway, amb Ava Gardner i Errol Flynn. Aquesta va ser la seva darrera pel·lícula amb la Fox. Aquell mateix any es van estrenar Seven Waves Away (coneguda als USA com: Abandon Ship!), la qual va ser rodada a Gran Bretanya, i Quan surti la lluna de John Ford (només com a narrador), que es va rodar a Irlanda, ambdues per a Copa Productions.
El darrer paper cinematogràfic complet de Power, va ser la interpretació de l'assassí acusat Leonard Vole a la primera versió cinematogràfica d'Agatha Christie, Testimoni de càrrec (1957), dirigida per Billy Wilder. La pel·lícula va ser un èxit de taquilla i molt ben rebut per la crítica. Power va tornar als escenaris el març de 1958, per interpretar el protagonisme de l'adaptació d'Arnold Moss de l'obra de 1921 de Shaw, Back to Matusalén .

## Vida personal

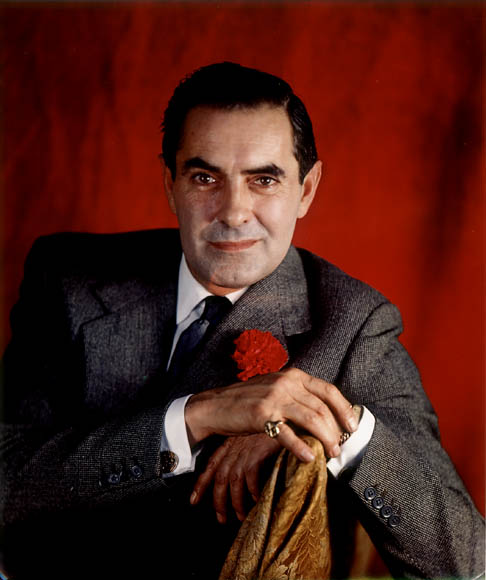
Retrat del poder pel fotògraf Yousuf Karsh, 1946

Tyrone Power va ser un dels solters més desitjats de Hollywood fins que es va casar amb l'actriu francesa Annabella (nascuda Suzanne Georgette Charpentier) el 14 de juliol de 1939. S'havien conegut al iot de la 20th Century-Fox quan van protagonitzar junts la pel·lícula Suez. Power va adoptar la filla d'Annabella, Anne, abans de marxar al servei. J. Watson Webb, amic íntim i editor de 20th Century-Fox, va sostenir al programa Biography que una de les raons per les quals es va trencar el matrimoni va ser la incapacitat d'Annabella de donar un fill a Power, sense que hi hagués amargor entre la parella. La guerra a Europa la feien infeliç i irritable i, per allunyar-se dels seus problemes, va començar a acceptar el treball escènic, que sovint l'allunyava de casa. La parella va intentar refer el seu matrimon quan Power va tornar del servei militar, però no va resultar.

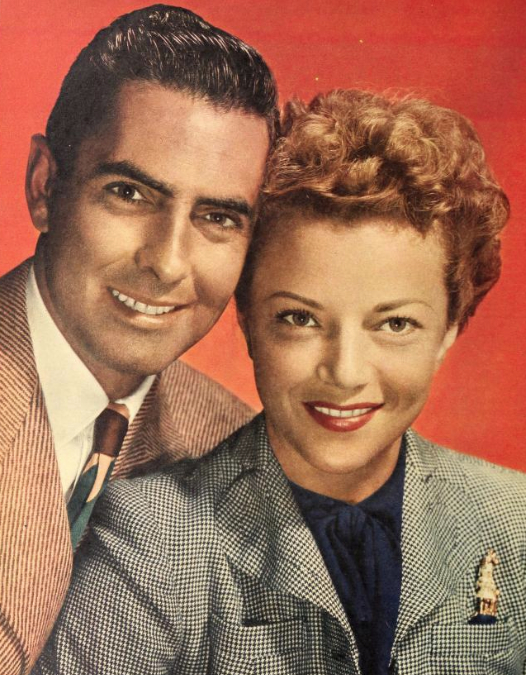
Poder amb Annabella, 1946. Es van casar el 1939 i es van divorciar el 1948.

Després de la seva separació d'Annabella, Power va tenir una amb Lana Turner que va durar un parell d'anys. A la seva autobiografia de 1982, Turner va afirmar que es va quedar embarassada del fill de Power el 1948, però va optar per avortar.
L'any 1946, Power i l'amic de tota la vida Cesar Romero, acompanyat de l'antic instructor de vol i veterà de guerra John Jefferies com a pilot, es van embarcar en una gira de bona voluntat per Sud-amèrica on van conèixer, entre d'altres, Juan Domingo Perón i Eva Peron a l'Argentina. L'1 de setembre de 1947, Power va emprendre un altre viatge per tot el món, pilotant el seu propi avió, "The Geek", acompanyat per Bob Buck, pilot experimentat i veterà de guerra. Buck va afirmar a la seva autobiografia que Power tenia una ment fotogràfica, era un excel·lent pilot i li agradava la gent amb personalitat. Volarien amb una tripulació a diversos llocs d'Europa i Sud-àfrica, sovint assaltats pels fans quan tocaven terra. No obstant això, el 1948 quan "The Geek" va arribar a Roma, Power va conèixer i es va enamorar de l'actriu mexicana Linda Christian. Turner va afirmar que la història del seu sopar amb l'amic de Power, Frank Sinatra, es va filtrar i que Power es va molestar molt perquè estigués sortint amb un altre home en la seva absència, donant a entendre que Christian havia obtingut l'itinerari de Power de la 20th Century-Fox.
Power i Christian es van casar el 27 de gener de 1949, a l'església de Santa Francesca Romana, amb uns estimats de 8.000 a 10.000 fans cridant a l'exterior. Christian va patir tres avortaments abans de donar a llum una nena, Romina Francesca Power, el 2 d'octubre de 1951. Una segona filla, Taryn Stephanie Power, va néixer el 13 de setembre de 1953. Durant l'època del naixement de Taryn, el matrimoni estava tenint difícultats. En la seva autobiografia, Christian va culpar la ruptura del seu matrimoni a les relacions extramatrimonials del seu marit, però va reconèixer que havia tingut una aventura amb Edmund Purdom, que va crear una gran tensió entre ella i Power. Es van divorciar el 1955.
Després del divorci amb Christian, Power va tenir una relació amb Mai Zetterling, a qui havia conegut al plató d' Abandon Ship!. En aquell moment, va prometre que no es tornaria a casar mai més, perquè havia estat tombat econòmicament dues vegades pels seus matrimonis anteriors. També va tenir una aventura amb una actriu britànica, Thelma Ruby. No obstant això, el 1957, va conèixer l'antiga Deborah Jean Smith, coneguda amb el seu antic nom de casada, Debbie Minardos. Van contraure matrimoni el maig 7, 1958, i es va quedar embarassada poc després de Tyrone Power Jr., el fill que sempre havia desitjat.

## Mort
El setembre de 1958, Power i la seva dona Deborah van viatjar a Madrid i Valdespartera, Espanya, per filmar l'èpica Salomó i la reina de Saba, dirigida per King Vidor i protagonitzada per Gina Lollobrigida. L'actor, tenia probablement una malaltia cardíaca hereditària, i com a fumador acèrrim, consumia de tres a quatre paquets al dia. Power havia filmat al voltant del 75% de les seves escenes quan va patir un atac de cor massiu mentre filmava una escena de duel amb el seu freqüent coprotagonista i amic George Sanders. Un metge va diagnosticar la causa de la mort de Power com a "angina de pit de fulminant". Power va morir mentre era traslladat a l'hospital de Madrid el 15 de novembre.

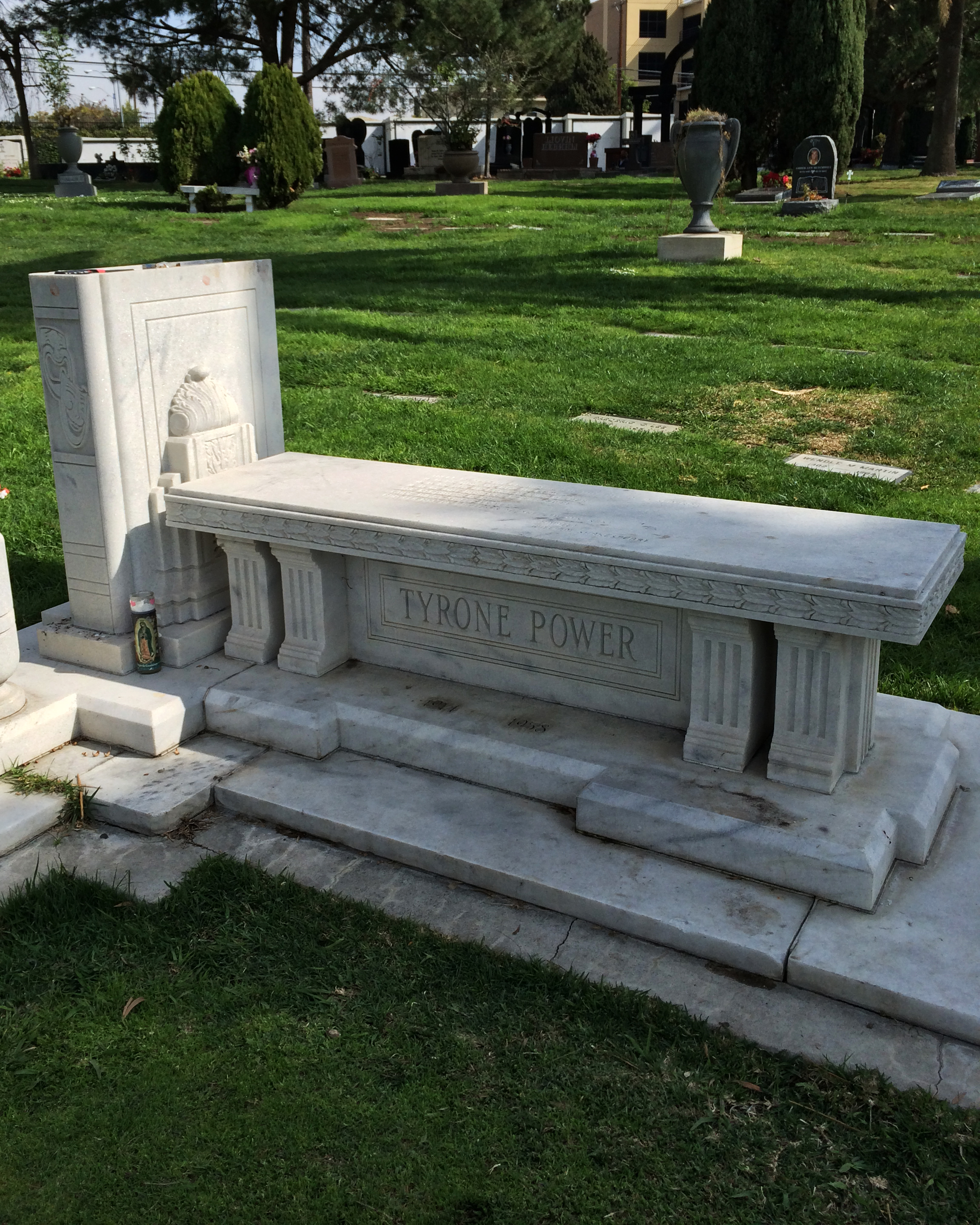
La tomba de Tyrone Power a Hollywood Forever

Tyrone Power va ser enterrat al cementiri de Hollywood Forever, llavors conegut com a cementiri de Hollywood, en un servei militar el 21 de novembre de 1958. Henry King va sobrevolar el servei recordant el primer vol de Power, gairebé 20 anys abans, durant el rodatge de Jesse James a Missouri. L'aviació es va convertir en una part important de la vida de Power, tant als marines dels EUA com en la seva vida civil.
Power ser enterrat al costat d'un petit llac. La seva tomba està marcada amb una làpida en forma de banc de marbre que conté les màscares de la comèdia i la tragèdia amb la inscripció "Bona nit, dolç príncep". A la tomba de Power, Laurence Olivier va llegir el poema "High Flight ".
El testament de Power, presentat el 8 de desembre de 1958, contenia una disposició aleshores inusual que els seus ulls fossin donats a la Fundació Estelle Doheny Eye per al trasplantament de còrnia o l'estudi de la retina.

## Reconeixement
Per la contribució de Power al cinema, va ser homenatjat el 1960 amb una estrella al Passeig de la Fama de Hollywood que es pot trobar al 6747 Hollywood Blvd. En el 50è aniversari de la seva mort, Power va ser homenatjat per American Cinematheque amb un cap de setmana de pel·lícules i records de companys i familiars, així com una exhibició de records a l'Egyptian Theatre de Los Angeles del 14 al 16 de novembre de 2008. També es van exposar els dos panells supervivents coneguts d'un gran mural de vidre pintat que Power i la seva dona havien encarregat per a casa seva, celebrant els moments més destacats de les seves vides i els moments especials de la carrera de Tyrone. El número del 2 de desembre de 1952 de Look Magazine també havia presentat aquest mural en una publicació de quatre pàgines titulada "The Tyrone Powers Pose For Their Portraits".
Power es mostra a la portada de l'àlbum dels Beatles Sgt. Pepper's Lonely Hearts Club Band a la tercera fila. El 2018, Tyrone Power es va classificar com la 21a estrella de cinema masculina més popular de la història.

## Filmografia
| Any  | Títol                                    | Paper                      | Director           | Notes                                                                                                  |
| ---- | ---------------------------------------- | -------------------------- | ------------------ | --- |
| 1932 | Tom Brown of Culver                      | John                       | William Wyler      | Presentat com a Tyrone Power Jr.                                                                       |
| 1934 | Flirtation Walk                          | Cadet                      | Frank Borzage      | Sense crèdits                                                                                          |
| 1936 | Girls' Dormitory                         | Count Vallais              | Irving Cummings    | Presentat com a Tyrone Power Jr.                                                                       |
| 1936 | Ladies in Love                           | Count Karl Lanyi           | Edwin H. Griffith  | Presentat com a Tyrone Power Jr.                                                                       |
| 1936 | Lloyd's of London                        | Jonathan Blake             | Henry King         | |
| 1937 | Love Is News                             | Steve Layton               | Tay Garnett        | Nova versió de That Wonderful Urge (1948)                                                              |
| 1937 | Café Metropole                           | Alexis                     | Edwin H. Griffith  | |
| 1937 | Thin Ice                                 | Prince Rudolph             | Sidney Lanfield    | Aka Lovely to Look At (UK)                                                                             |
| 1937 | Second Honeymoon                         | Raoul McLish               | Walter Lang        | |
| 1938 | In Old Chicago                           | Dion O'Leary               | Henry King         | |
| 1938 | Alexander's Ragtime Band                 | Roger "Alexander" Grant    | Henry King         | |
| 1938 | Marie Antoinette                         | Count Axel de Fersen       | W.S. Van Dyke      | Originalment editada en sepiatone                                                                      |
| 1938 | Suez                                     | Ferdinand de Lesseps       | Allan Dwan         | Originalment editada en sepiatone                                                                      |
| 1939 | Jesse James                              | Jesse James                | Henry King         | Filmada en Technicolor                                                                                 |
| 1939 | Rose of Washington Square                | Barton DeWitt Clinton      | Gregory Ratoff     | |
| 1939 | Second Fiddle                            | Jimmy Sutton               | Sidney Lanfield    | aka Irving Berlin's Second Fiddle                                                                      |
| 1939 | The Rains Came                           | Dr. Major Rama Safti       | Clarence Brown     | Re-editada en sepiatone                                                                                |
| 1939 | Day-Time Wife                            | Ken Norton                 | Gregory Ratoff     | |
| 1940 | Johnny Apollo                            | Bob Cain (Johnny Apollo)   | Henry Hathaway     | |
| 1940 | Brigham Young                            | Jonathan Kent              | Henry Hathaway     | aka Brigham Young – Frontiersman. Originalment editada en sepiatone                                    |
| 1940 | The Mark of Zorro                        | Don Diego Vega / Zorro     | Rouben Mamoulian   | |
| 1941 | Blood and Sand                           | Juan Gallardo              | Rouben Mamoulian   | Editada en Technicolor                                                                                 |
| 1941 | A Yank in the R.A.F.                     | Tim Baker                  | Henry King         | |
| 1942 | Son of Fury: The Story of Benjamin Blake | Benjamin Blake             | John Cromwell      | Originalment editada en sepiatone                                                                      |
| 1942 | This Above All                           | Clive Briggs               | Anatole Litvak     | |
| 1942 | The Black Swan                           | Jamie Waring               | Henry King         | Filmada en Technicolor                                                                                 |
| 1943 | Crash Dive                               | Lt. Ward Stewart           | Archie Mayo        | Filmada en Technicolor. Darrera el·lícula de Power abans de servir Marines durant la II Guerra Mundial |
| 1946 | The Razor's Edge                         | Larry Darrell              | Edmund Goulding    | |
| 1947 | Nightmare Alley                          | Stanton Carlisle           | Edmund Goulding    | Filmada després però estrenat abans Captain From Castile                                               |
| 1947 | Capità de Castella                       | Pedro De Vargas            | Henry King         | Filmada en Technicolor                                                                                 |
| 1948 | The Luck of the Irish                    | Stephen Fitzgerald         | Henry Koster       | Originalment editada amb seqüències de color verd                                                      |
| 1948 | That Wonderful Urge                      | Thomas Jefferson Tyler     | Robert B. Sinclair | Remake of Love is News (1937)                                                                          |
| 1949 | Prince of Foxes                          | Andrea Orsini              | Henry King         | |
| 1950 | What's My Line                           | Himself/Mystery Guest      | N/A                | Primera aparició a la televisió                                                                        |
| 1950 | The Black Rose                           | Walter of Gurnie           | Henry Hathaway     | |
| 1950 | Guerrillers a les Filipines              | Ensign Chuck Palmer        | Fritz Lang         | aka I Shall Return (UK); filmed in Technicolor                                                         |
| 1951 | Rawhide                                  | Tom Owens                  | Henry Hathaway     | aka Desperate Siege.                                                                                   |
| 1951 | The House in the Square                  | Peter Standish             | Roy Ward Baker     | Aka I'll Never Forget You (United States); filmada en Technicolor                                      |
| 1952 | Diplomatic Courier                       | Mike Kells                 | Henry Hathaway     | |
| 1952 | Pony Soldier                             | Constable Duncan MacDonald | Joseph M. Newman   | aka MacDonald of the Canadian Mounties (UK); filmada en Technicolor                                    |
| 1953 | The Mississippi Gambler                  | Mark Fallon                | Rudolph Maté       | Filmada en Technicolor                                                                                 |
| 1953 | King of the Khyber Rifles                | Capt. Alan King            | Henry King         | Filmada en CinemaScope i color Deluxe.                                                                 |
| 1955 | Bressol d'herois                         | Martin "Marty" Maher       | John Ford          | Filmada en CinemaScope i Technicolor                                                                   |
| 1955 | Untamed                                  | Paul Van Riebeck           | Henry Hathaway     | Filmada en CinemaScope i color by Deluxe                                                               |
| 1956 | La història d'Eddy Duchin                | Eddy Duchin                | George Sidney      | Filmada en CinemaScope i Technicolor                                                                   |
| 1957 | Seven Waves Away                         | Alec Holmes                | Richard Sale       | Aka Abandon Ship!                                                                                      |
| 1957 | The Sun Also Rises                       | Jacob "Jake" Barnes        | Henry King         | Filmada en CinemaScope i color by Deluxe                                                               |
| 1957 | Quan surti la lluna                      | Ell mateix                 | John Ford          | Tres històries curtes introduides per Power                                                            |
| 1957 | Testimoni de càrrec                      | Leonard Vole               | Billy Wilder       | L'última pel·lícula completada de Power                                                                |
| 1959 | Salomó i la reina de Saba                | Salomó                     | King Vidor         | Power va morir durant la producció i va ser substituït per Yul Brynner                                 |

## Aparicions teatrals

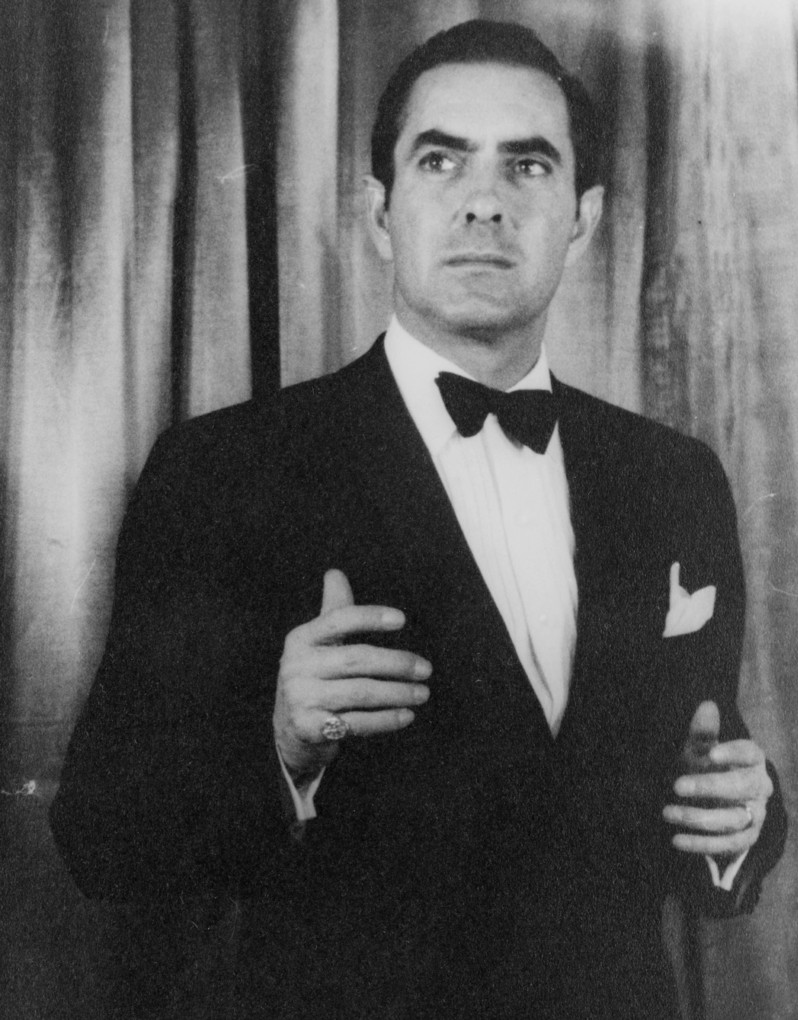
L'obra de teatre de Tyrone Power John Brown's Body 1953

- Low and Behold, Pasadena Playhouse i Hollywood Music Box Theatre, CA (1933)
- Flowers of the Forest, Martin Beck Theatre, NY (1935-1936)
- Romeu i Julieta, Martin Beck Theatre, NY (1935)
- Saint Joan, Martin Beck Theatre, NY (1936)
- Liliom, The Country Playhouse, Westport CT (1941)
- Mister Roberts, London Coliseum, Anglaterra (1950)
- John Brown's Body, Broadway Century Theatre, NY (1952–1953)[71]
- The Dark is Light Enough (1955)
- A Quiet Place, The Playwrights Co. (1955–1956)
- The Devil's Disciple, Winter Garden Theatre, Londres, Anglaterra (1956)
- Tornar a Matusalén, Ambassador Theatre, Nova York (1958)

## Aparicions radiofòniques
| Any  | Programa          | Episodi                     | Coprotagonista       |
| ---- | ----------------- | --------------------------- | -------------------- |
| 1940 | Lux Radio Theatre | "La ràbia de Manhattan"     | amb Annabella        |
| 1941 | Lux Radio Theatre | " Blood and Sand "          | amb Annabella        |
| 1942 | Lux Radio Theatre | "This Above All"            | amb Barbara Stanwyck |
| 1949 | Lux Radio Theatre | " The Boshop's Wife "       | amb David Niven      |
| 1952 | Lux Radio Theatre | " I'll Never Forget You "   | amb Debra Paget      |
| 1954 | Lux Radio Theatre | " The Mississippi Gambler " | amb Linda Christian  |
| 1954 | Suspens           | "The Guilty Always Run"     | amb Cathy Lewis      |